# 天堂任務
《天堂任務》（英語：Stolen Summer）是一部2002年美國劇情片，講述了一名天主教男孩與一名身患絕症的猶太男孩成為朋友並試圖讓他皈依，相信這是讓猶太男孩進入天堂的唯一途徑。電影為皮特·瓊斯（Pete Jones）的導演處女作，以及班·艾佛列克與麥特·戴蒙製作的獨立電影競賽節目《綠光計畫》推出的首部電影作品，由HBO贊助。《綠光計畫》也在HBO播出一部紀錄片，講述瓊斯從大約七千部項目中選擇的劇本，以及該片於2001年在芝加哥的製作過程。

## 演員
- 阿迪爾·史坦（Adi Stein）飾演皮特·歐馬利（Pete O'Malley）
- 邁克·溫伯格（Mike Weinberg）飾演丹尼·雅各森（Danny Jacobsen）
- 艾丹·奎因飾演喬·歐馬利（Joe O'Malley）
- 邦妮·亨特飾演瑪格麗特·歐馬利（Margaret O'Malley）
- 凱文·波拉克飾演拉比·雅各森（Rabbi Jacobsen）
- 布萊恩·丹內利飾演凱利神父（Father Kelly）
- 瑞安·凱利飾演西莫斯·歐馬利（Seamus O'Malley）
- 艾迪·凯伊·托马斯飾演派翠克·歐馬利（Patrick O'Malley）
- 威爾·馬爾納蒂（英语：Will Malnati）飾演艾迪·歐馬利（Eddie O'Malley）

## 外部連結
- 互联网电影数据库（IMDb）上《天堂任務》的资料（英文）
- AllMovie上《天堂任務》的资料（英文）
- 豆瓣电影上《天堂任務》的資料 （简体中文）
- 爛番茄上《天堂任務》的資料（英文）